# Присъда (сериал)
„Присъда“ (на турски: Yargı) е драматичен криминален турски телевизионен сериал, продуциран от Ay Yapım, чийто първи епизод е излъчен на 19 септември 2021 г., режисиран от Али Билгин, по сценарий на Сема Ергенекон. Главните роли се изпълняват от Пънар Дениз и Каан  Урганджъоолу, които в сериала играят като влюбената двойка Джейлин Ергуван-Кая и Ългаз Кая.

## Сюжет
Докато Джейлин е още в юридическия факултет, баща ѝ е обвинен за нещо, което не е направил. Джейлин става адвокат и е известна като смела и малко безрасъдна, уважавана от колегите си. Ългаз е прокурор, който прави всичко по правилата. Баща му е уважаван началник на отдел Убийства в полицейското управление на Истанбул. От него Ългаз наследява чувството за правилно и грешно. Джейлин отива при него, търсейки информация от други канали, за да ѝ помогне да оневини клиента си. Тя остава телефона си в кабинета на прокурора с вкючен микрофон. Той разбира за нейния план и я вкарва в ареста, но след като брат му е обвинен в убийство, той се обръща за помощ към Джейлин.

## Актьорски състав
- Каан Урганджъоулу – Ългаз Кая
- Пънар Дениз – Джейлин Ергуван Кая
- Ейлюл Ууз - Мерджан Кая
- Арда Анарат – Чънар Кая
- Зейнеп Атълган – Парла Йълмаз Кая
- Йозлем Чакар Ялчънкая - Макбуле Кая
- Хюсеин Авни Данял – Метин Кая
- Джезми Баскън – Мердан Кая
- Берен Нур Карадиш – Дефне Кая
- Али Сечкинер Алъджъ - Зафер Ергуван
- Зейно Араджар – Гюл Ергуван
- Едже Юксел - Инджи Ергуван
- Пънар Чаалар Генчтюрк – Айлин Ергуван-Йълмаз
- Онур Йозайдън - Осман Йълмаз
- Гече Ишик Демирел - Елиф Йълмаз
- Шукран Овалъ - Дерия Ихдал Сечкин
- Хакан Динчол - Джунейт
- Елиф Мелда Йълмаз - Айтен
- Емир Йозден - Толга Чърмак
- Уур Полат – Йекта Тилмен
- Нилгюн Тюрксевер - Лячин Тилмен
- Онур Дурмаз - Енгин Тилмен
- Уур Аслан – Ерен Думан
- Мерве Атеш – Тууче Думан-Екреназ
- Пънар Тьоре - Озлем Думан
- Муталип Мюждеджи - Рафет
- Мехмет Йълмаз Ак – Парс Сечкин
- Башак Гюмюлджинелиоулу - Нева Сечкин
- Йозлем Чакар - Седа
- Онур Текин – Умут
- Дилара Чакър – Йозге Ъшъклъ
- Дуйгу Серин – Гьоксу Алту
- Алп Демирай – Йозгюр
- Зейнеп Парла - Мерве Деметолу
- Улви Кахяолу – Ефе Екреназ
- Дефне Каялар – Иджлял Зерден
- Самет Каан Куюуджу - Бурак Йълдъръм
- Кенан Бал - Халюк Йълдъръм
- Юрдаер Окур - Тургут Али Дуймаз
- Доач Йълдъз - Йомер Тилмен / Якуп Атамер
- Ерай Ертурен - Сердар
- Алпер Чанкая - Еюп
- Ийт Калкаван - Ръдван
- Мюге Байрамоулу - Нил Аркан
- Ферит Кая - Джан
- Айшен Сезерел - Надиде Екреназ
- Ариф Пишкин - Кадир Адарли
- Седа Тюркмен - Дилек Баджил
- Йозлем Турей - Филиз Баджил
- Чаала Демир - Йешим

## Излъчване
| Сезон | Епизоди | Начало на сезона  | Край на сезона | Всички епизоди | ТВ сезон    | ТВ Канал | Дата и час     |
| ----- | ------- | ----------------- | -------------- | -------------- | ----------- | -------- | -------------- |
| 1     | 34      | 19 септември 2021 | 29 май 2022    | 1 – 34         | 2021 – 2022 | Kanal D  | неделя (20:00) |
| 2     | 29      | 18 септември 2022 | 7 май 2023     | 35 – 63        | 2022 – 2023 | Kanal D  | неделя (20:00) |
| 3     | 32      | 24 септември 2023 | 26 май 2024    | 64 – 95        | 2023 – 2024 | Kanal D  | неделя (20:00) |

## Излъчване в България
| Сезон | Епизоди | Начало на сезона | Край на сезона   | Всички епизоди | ТВ сезон    | ТВ канал  | Дата и час           |
| ----- | ------- | ---------------- | ---------------- | -------------- | ----------- | --------- | -------------------- |
| 1     | 77      | 5 август 2024    | 19 ноември 2024  | 1 – 77         | 2024        | bTV Story | всеки делник (20:00) |
| 2     | 67      | 20 ноември 2024  | 20 февруари 2025 | 78 – 144       | 2024 – 2025 | bTV Story | всеки делник (20:00) |
| 3     | 72      | 21 февруари 2025 | 2 юни 2025       | 144 – 216      | 2025        | bTV Story | всеки делник (20:00) |

## В България
В България сериалът започва на 5 август 2024 г. по bTV Story и завършва на 2 юни 2025 г. На 12 август стартира и по bTV, където приключва на 9 юни 2025 г. Дублажът е на „Медиа Линк“. Ролите се озвучават от Ася Рачева, Ева Демирева, Борис Кашев, Радослав Рачев и Виктор Танев.